# СМС Ерцхерцог Фридрих
СМС Ерцхерцог Фридрих (енгл. SMS Erzherzog Friedrich) био је аустроугарски бојни брод класе Ерцхерцог класификован као преддреднот. Брод је поринут 1904. године.
У Првом светском рату коришћен је само у нападима на Анкону у Италији и у гушењу побуне у Боки.
Након рата предат је Уједињеном Краљевству и 1921. године је исечен је у Италији.